# غينادي غوساروف
غينادي غوساروف (بالروسية: Гусаров, Геннадий Александрович)‏ ، من مواليد 11 مارس 1937 ، لاعب كرة قدم سوفييتي سابق.
لعب مع منتخب الاتحاد السوفييتي لكرة القدم.

## روابط خارجية
- غينادي غوساروف على موقع الاتحاد الدولي (مؤرشف)  (الإنجليزية)
- غينادي غوساروف على موقع الاتحاد الأوربي (الإنجليزية)
- غينادي غوساروف على موقع قاعدة بيانات كرة القدم.إي يو (الإنجليزية)
- غينادي غوساروف على موقع ناشيونال فوتبول تيمز (الإنجليزية)